# Морды
Морды (пол. Mordy) — город в Польше, входит в Мазовецкое воеводство,  Седлецкий повят.

## История

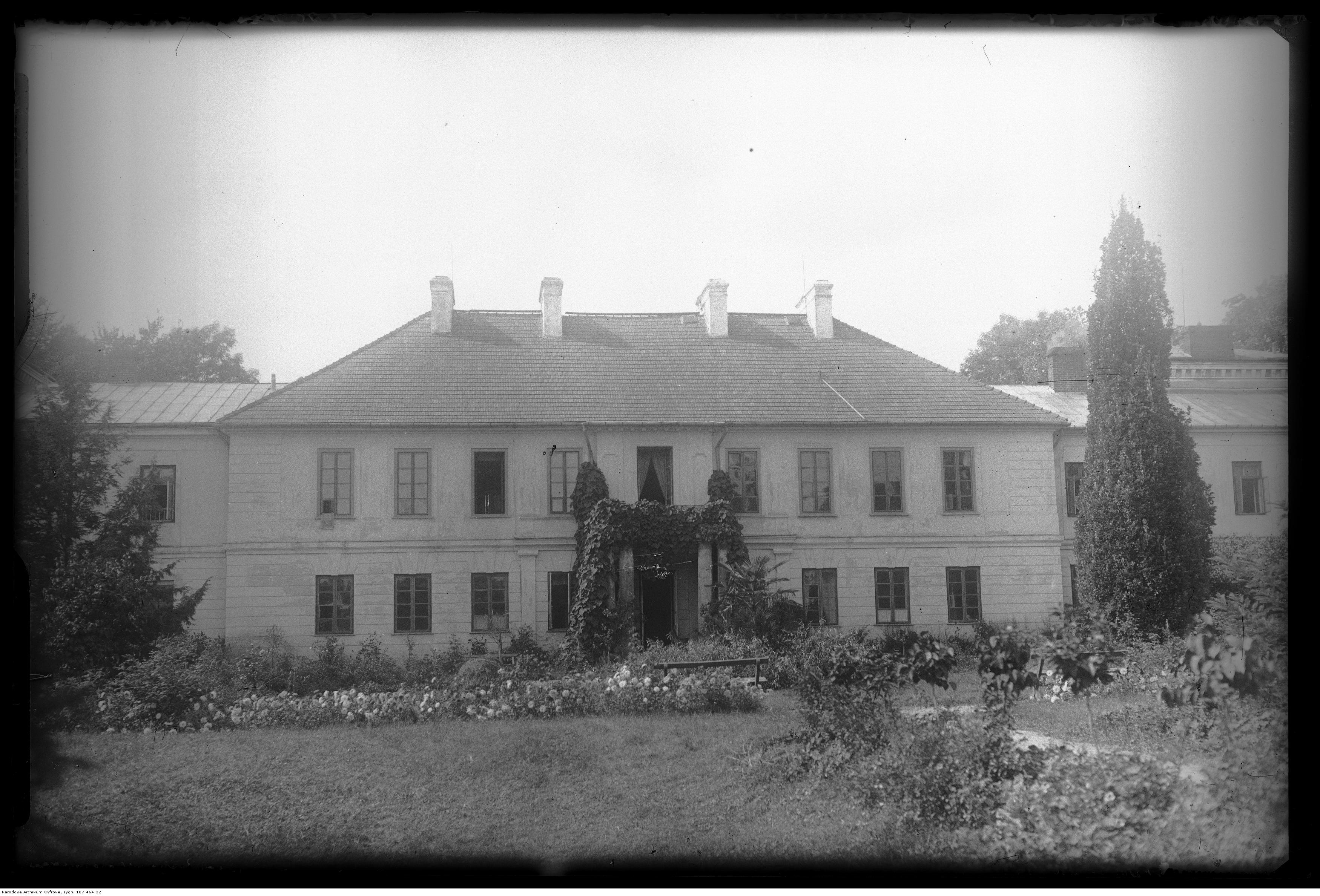
Дворец

Имеет статус городско-сельской гмины. Занимает площадь 4,54 км². Население — 1 831 человек (на 2004 год).
Ранее посад Седлецкой губернии и уезда. Евреи не встречали здесь препятствий к проживанию. По данным 1856 год, в посаде христиан 685, евреев 1 246 человек. По переписи 1897 года жителей — 2 520, из коих — 1 532 еврея. Позже дворов 362 и 3 185 жителей. Имелся паровой пивоваренный завод, костёл, начальная школа. 
Во время Второй мировой войны на территории города нацисты устроили гетто. В 1942 году все узники этого гетто, около 3500 человек, были перевезены в лагерь смерти Треблинка, где они, практически в полном составе, были уничтожены.  